# Austroassiminea letha
Austroassiminea letha е вид коремоного от семейство Assimineidae. Видът е застрашен от изчезване.

## Разпространение
Разпространен е в Западна Австралия.

## Описание
Популацията на вида е намаляваща.